# 2231 Durrell
2231 Durrell è un asteroide della fascia principale. Scoperto nel 1941, presenta un'orbita caratterizzata da un semiasse maggiore pari a 2,7260503 au e da un'eccentricità di 0,2529345, inclinata di 8,23956° rispetto all'eclittica.
L'asteroide è dedicato allo scrittore britannico Lawrence Durrell.